# Немахейловые
Немахейловые (лат. Nemacheilidae) — семейство лучепёрых рыб отряда карпообразных.

## Описание
Тело удлинённое, сжато с боков или округлое, покрыто чешуёй или голое. На голове три пары усиков. Под глазами и над глазами нет шипов. Рот полунижний. В грудных и брюшных плавниках только один луч неветвистый луч, остальные ветвистые. У некоторых видов есть плавничок, подобный жировому плавнику.

## Распространение
В составе семейства выделяют 47 родов с 682 видами. Распространены в Евразии. Наибольшее количество видов в Индии, Индокитае и Китае. Один вид в Африке (озеро Тана, Эфиопия). Известно несколько пещерных видов в Ираке, Индии, Китае, Таиланде и Малайзии.
В водах России обитают представители 4-х видов семейства: усатый голец (Barbatula barbatula), голец Крыницкого (Barbatula merga), сибирский голец-усач (Barbatula toni), восьмиусый голец (Lefua costata)

## Роды
- Aborichthys
- Acanthocobitis
- Afronemacheilus
- Barbatula Linck, 1790 — Усатые гольцы
- Claea
- Draconectes[6]
- Dzihunia
- Eidinemacheilus[7]
- Hedinichthys
- Heminoemacheilus
- Homatula
- Ilamnemacheilus
- Indoreonectes
- Indotriplophysa
- Iskandaria
- Labiatophysa
- Lefua
- Mesonoemacheilus
- Micronemacheilus
- Nemacheilus
- Nemachilichthys
- Neonoemacheilus
- Oreonectes
- Oxynoemacheilus
- Paracanthocobitis[8]
- Paracobitis
- Paranemachilus
- Paraschistura
- Petruichthys
- Physoschistura
- Protonemacheilus
- Pteronemacheilus[9]
- Qinghaichthys
- Sasanidus[10]
- Schistura
- Sectoria
- Seminemacheilus
- Speonectes
- Sphaerophysa
- Sundoreonectes
- Tarimichthys
- Traccatichthys
- Triplophysa
- Troglocobitis
- Troglonectes[11]
- Tuberoschistura
- Turcinoemacheilus
- Yunnanilus